# Coppa del Mondo di slittino su pista naturale 2015
La Coppa del Mondo di slittino su pista naturale 2014-15, ventitreesima edizione della manifestazione organizzata dalla Federazione Internazionale Slittino, ebbe inizio il 13 dicembre 2014 a Kühtai e si concluse il 15 febbraio 2015 a Umhausen. Furono disputate diciotto gare, sei nel singolo uomini, nel singolo donne e nel doppio, in altrettante differenti località.

## Risultati
| Data             | Località            | Nazione | Specialità       | Primi classificati                    | Secondi classificati                              | Terzi classificati                                |
| ---------------- | ------------------- | ------- | ---------------- | ------------------------------------- | ------------------------------------------------- | ------------------------------------------------- |
| 13 dicembre 2014 | Kühtai              | Austria | Doppio           | Patrick Pigneter Florian Clara Italia | Aleksandr Egorov Pëtr Popov Russia                | Christoph Regensburger Dominik Holzknecht Austria |
| 14 dicembre 2014 | Kühtai              | Austria | Donne – Singolo  | Ekaterina Lavrent'eva Russia          | Greta Pinggera Italia                             | Tina Unterberger Austria                          |
| 14 dicembre 2014 | Kühtai              | Austria | Uomini – Singolo | Patrick Pigneter Italia               | Florian Clara Italia                              | Florian Breitenberger Italia                      |
| 4 gennaio 2015   | Lasa                | Italia  | Doppio           | Aleksandr Egorov Pëtr Popov Russia    | Rupert Brueggler Tobias Angerer Austria           | Patrick Pigneter Florian Clara Italia             |
| 4 gennaio 2015   | Lasa                | Italia  | Donne – Singolo  | Ekaterina Lavrent'eva Russia          | Evelin Lanthaler Italia                           | Sara Bachmann Italia                              |
| 4 gennaio 2015   | Lasa                | Italia  | Uomini – Singolo | Patrick Pigneter Italia               | Alex Gruber Italia                                | Thomas Kammerlander Austria                       |
| 10 gennaio 2015  | Nova Ponente        | Italia  | Doppio           | Patrick Pigneter Florian Clara Italia | Aleksandr Egorov Pëtr Popov Russia                | Rupert Brueggler Tobias Angerer Austria           |
| 11 gennaio 2015  | Nova Ponente        | Italia  | Donne – Singolo  | Ekaterina Lavrent'eva Russia          | Evelin Lanthaler Italia                           | Sara Bachmann Italia                              |
| 11 gennaio 2015  | Nova Ponente        | Italia  | Uomini – Singolo | Alex Gruber Italia                    | Anton Blasbichler Italia                          | Patrick Pigneter Italia                           |
| 24 gennaio 2015  | Obdach-Winterleiten | Austria | Doppio           | Patrick Pigneter Florian Clara Italia | Aleksandr Egorov Pëtr Popov Russia                | Christoph Regensburger Dominik Holzknecht Austria |
| 25 gennaio 2015  | Obdach-Winterleiten | Austria | Donne - Singolo  | Evelin Lanthaler Italia               | Ekaterina Lavrent'eva Russia                      | Tina Unterberger Austria                          |
| 25 gennaio 2015  | Obdach-Winterleiten | Austria | Uomini - Singolo | Michael Scheikl Austria               | Patrick Pigneter Italia                           | Thomas Schopf Austria                             |
| 31 gennaio 2015  | Vatra Dornei        | Romania | Doppio           | Patrick Pigneter Florian Clara Italia | Christoph Regensburger Dominik Holzknecht Austria | Rupert Brueggler Tobias Angerer Austria           |
| 1 febbraio 2015  | Vatra Dornei        | Romania | Donne - Singolo  | Ekaterina Lavrent'eva Russia          | Evelin Lanthaler Italia                           | Tina Unterberger Austria                          |
| 1 febbraio 2015  | Vatra Dornei        | Romania | Uomini - Singolo | Patrick Pigneter Italia               | Alex Gruber Italia                                | Michael Scheikl Austria                           |
| 14 febbraio 2015 | Umhausen            | Austria | Doppio           | Patrick Pigneter Florian Clara Italia | Aleksandr Egorov Pëtr Popov Russia                | Rupert Brueggler Tobias Angerer Austria           |
| 14 febbraio 2015 | Umhausen            | Austria | Donne - Singolo  | Ekaterina Lavrent'eva Russia          | Evelin Lanthaler Italia                           | Maria Auer Austria                                |
| 14 febbraio 2015 | Umhausen            | Austria | Uomini - Singolo | Patrick Pigneter Italia               | Thomas Kammerlander Austria                       | Alex Gruber Italia                                |

## Classifiche

### Singolo uomini
| Pos. | Nome                | Nazione | KUH | LAC | NOL | OBD | VAT | UMH | Totale |
| ---- | ------------------- | ------- | --- | --- | --- | --- | --- | --- | ------ |
| 1    | Patrick Pigneter    | Italia  | 1   | 1   | 3   | 2   | 1   | 1   | 555    |
| 2    | Alex Gruber         | Italia  | 28  | 2   | 1   | 4   | 2   | 3   | 413    |
| 3    | Michael Scheikl     | Austria | 5   | 7   | 4   | 1   | 3   | 4   | 391    |
| 4    | Florian Clara       | Italia  | 2   | 6   | 5   | 8   | 5   | 6   | 337    |
| 5    | Thomas Kammerlander | Austria | 6   | 3   | 0   | 5   | 4   | 2   | 320    |
| 6    | Thomas Schopf       | Austria | 4   | 11  | 15  | 3   | 10  | 8   | 268    |
| 7    | Anton Blasbichler   | Italia  | 7   | 5   | 2   | 26  | 6   | 26  | 266    |
| 8    | Stanislav Kovšik    | Russia  | 24  | 4   | 9   | 7   | 7   | 9   | 247    |
| 9    | Gregorij Bukin      | Russia  | 11  | 14  | 10  | 10  | 9   | 10  | 209    |
| 10   | Alexandr Egorov     | Russia  | 12  | 29  | 6   | 10  | 8   | 13  | 205    |

### Singolo donne
| Pos. | Nome                  | Nazione  | KUH | LAC | NOL | OBD | VAT | UMH | Totale |
| ---- | --------------------- | -------- | --- | --- | --- | --- | --- | --- | ------ |
| 1    | Ekaterina Lavrent'eva | Russia   | 1   | 1   | 1   | 2   | 1   | 1   | 585    |
| 2    | Evelin Lanthaler      | Italia   | 4   | 2   | 2   | 1   | 2   | 2   | 500    |
| 3    | Greta Pinggera        | Italia   | 2   | 4   | 4   | 5   | 5   | 4   | 375    |
| 4    | Tina Unterberger      | Austria  | 3   | 6   | 5   | 3   | 3   | 6   | 365    |
| 5    | Sara Bachmann         | Italia   | 16  | 3   | 3   | 4   | 4   | 5   | 340    |
| 6    | Petra Dragicevic      | Slovenia | 5   | 8   | 12  | 9   | 9   | 10  | 243    |
| 7    | Michaela Maurer       | Germania | 9   | 5   | 6   | 8   | -   | 8   | 228    |
| 8    | Michelle Diepold      | Austria  | 10  | 12  | 10  | 16  | 6   | 7   | 225    |
| 9    | Theresa Maurer        | Germania | 8   | 7   | 7   | 10  | 8   | -   | 212    |
| 10   | Christina Götschl     | Austria  | 6   | 10  | 9   | 7   | 0   | 16  | 196    |

### Doppio
| Pos. | Nome                                      | Nazione  | KUH | LAC | NOL | OBD | VAT | UMH | Totale |
| ---- | ----------------------------------------- | -------- | --- | --- | --- | --- | --- | --- | ------ |
| 1    | Patrick Pigneter Florian Clara            | Italia   | 1   | 3   | 1   | 1   | 1   | 1   | 570    |
| 2    | Aleksandr Egorov Pëtr Popov               | Russia   | 2   | 1   | 2   | 2   | 4   | 2   | 500    |
| 3    | Christoph Regensburger Dominik Holzknecht | Austria  | 3   | 4   | 4   | 3   | 2   | 5   | 400    |
| 4    | Rupert Brueggler Tobias Angerer           | Austria  | -   | 2   | 3   | 4   | 3   | 3   | 355    |
| 5    | Pavel Poršnev Ivan Lazarev                | Russia   | 4   | 15  | 6   | 13  | 5   | 4   | 281    |
| 6    | Tadej Dragicevic Petra Dragicevic         | Slovenia | 7   | 6   | 7   | 8   | 6   | 8   | 276    |
| 7    | Petar Savov Antoni Stoichkov              | Bulgaria | 8   | 8   | 9   | 7   | 7   | 9   | 254    |
| 8    | Christian Wichan Oliver Schiller          | Germania | -   | 7   | 8   | 9   | 8   | 10  | 205    |
| 9    | Andrzej Laszczak Damian Waniczek          | Polonia  | -   | -   | 5   | 5   | -   | 6   | 160    |
| 10   | Christoph Knauder Thomas Knauder          | Austria  | 5   | 13  | 14  | 14  | -   | -   | 141    |